# Robert Bosch Automotive Steering

Logo bis 2015

Parkplatz und Eingangsbereich der Robert Bosch Automotive Steering, Schwäbisch Gmünd Schießtal

Die Robert Bosch Automotive Steering GmbH (bis 30. Januar 2015: ZF Lenksysteme GmbH) mit Sitz in Schwäbisch Gmünd ist ein deutscher Automobilzulieferer und zählt zu den weltweit führenden Unternehmen auf dem Gebiet der Lenkungstechnik. 1999 wurde das Unternehmen von einer Tochtergesellschaft der ZF Friedrichshafen AG zu einem Gemeinschaftsunternehmen mit Bosch an dem beide Partner jeweils die Hälfte der Anteile hielten. Das Unternehmen unterhält zurzeit 20 Standorte in 8 Ländern. Am 30. Januar 2015 wurde das Unternehmen komplett durch Bosch übernommen.

## Geschichte
Nach Inflation und Wirtschaftskrise der 1920er Jahre war Schwäbisch Gmünd auf einem wirtschaftlichen Tiefpunkt angekommen. Das traditionelle Silber- und Schmuckwaren-Gewerbe der Stadt brachte kaum noch Umsätze, mit 45 RM pro Kopf und Jahr lag das Steuereinkommen noch weit unter dem ohnehin schon schwachen nationalen Durchschnitt, die Stadt war wirtschaftliches Notstandsgebiet.
Als der Sonderbeauftragte des Reichsluftfahrtministeriums Richard Bullinger im Rahmen seines Auftrags, die Industrieproduktion ins Hinterland zu verlagern, Schwäbisch Gmünd als neuen Standort der Getriebefertigung von ZF ins Auge fasste, war die Hoffnung groß und alle Wege wurden geebnet.
Am 7. Januar 1937 wurde im Rokokoschlösschen der Stadt Schwäbisch Gmünd der Vertrag zwischen der Stadtverwaltung und der Zahnradfabrik Friedrichshafen über den Kauf eines Grundstückes in der Ziegelwiesenstraße zum Aufbau eines neuen Werkes geschlossen. Um diese Ansiedlung hatte sich insbesondere der Oberbürgermeister Franz Konrad bemüht, da er die Stadt von den in Schwierigkeiten geratenen Schmuck- und Silberwarenfabriken unabhängiger machen wollte. Schon am 15. Juni desselben Jahres begann die Produktion von Getrieben für Sonderfahrzeuge, Selbstsperrdifferentiale und Motorbremsen.
Im Jahr darauf wurde die Schwäbische Zahnradwerke GmbH gegründet, die 1940 im militärisch günstig gelegenen Schießtal mit der Produktion von Flugzeuggetrieben für die Luftwaffe begann. Nach Kriegsende 1945 wurde dort die Fertigung von ZF-Lenkungen für den zivilen Markt aufgenommen, die bis heute das Kerngeschäft bildet.
Am 1. Januar 1999 wurde die Produktion von ZF-Lenkungen in ein eigenes Unternehmen überführt. Beim neugegründeten Joint Venture hielt Bosch 50 Prozent des Unternehmens und sollte sein Fachwissen auf den Gebieten der Elektronik, Elektrik und Sensorik einbringen, was vor allem für die Entwicklung und Weiterentwicklung der neuen Elektrolenkungen von Bedeutung war. In diesem Zuge wurde auch das neue Unternehmenslogo eingeführt, das ein Rad darstellen soll, wie es eine Linkskurve beschreibend auf den Betrachter zurollt. 2001 wurde das Werk 7 Gügling in Schwäbisch Gmünd mit dem Preis Die Fabrik des Jahres ausgezeichnet. Als hundertprozentige Tochtergesellschaft gründete die ZFLS 2006 die ZF Commercial Vehicle Steering Co. Ltd. in Jinan, China. Am 24. Oktober 2019 informierte die Robert Bosch AS GmbH die Mitarbeiter am Standort Schwäbisch Gmünd darüber, dass sie bis Ende 2022 zusätzliche 1000 Arbeitsplätze am Standort abbauen werde, nachdem sie bereits 2017 eine Standortvereinbarung mit dem Betriebsrat und der IG Metall geschlossen hatte, die Kostensenkungen und ebenfalls bis Ende 2022 den Abbau von 760 Arbeitsplätzen vorsah.

## Standorte
Die Robert Bosch Automotive Steering GmbH unterhielt 2018 15 Standorte in acht Ländern. Diese befanden sich in Amerika, Asien und Europa:
| Standort                          | Werk                  | Gründung | Unternehmen                                        | Mitarbeiter | Produktion                                                                  |
| --------------------------------- | --------------------- | -------- | -------------------------------------------------- | ----------- | --------------------------------------------------------------------------- |
| Belo Horizonte, Brasilien         | Werk Belo Horizonte   | 1997     | ZF Sistemas de Direção Ltda.                       | 200         | Lenksäulen                                                                  |
| Berlin, Deutschland               | Werk Berlin           | 1926     | Robert Bosch Automotive Steering GmbH              | 700         | Lenkungspumpen                                                              |
| Bietigheim-Bissingen, Deutschland | Werk Bietigheim       | 1965     | Robert Bosch Automotive Steering GmbH              | 450         | Servo- und Sensor-Units der Elektrolenkung, Hydraulikpumpen                 |
| Eger, Ungarn                      | Werk Eger             | 2003     | Robert Bosch Automotive Steering Kft.              | 600         | Entwicklung, Hydrauliklenkungen, Lenksäulen, Lenkwellen                     |
| Florence, USA                     | Werk Florence         | 1994     | Robert Bosch Automotive Steering LLC               | 800         | Hydrauliklenkungen, Elektrolenkungen, Lenkungspumpen                        |
| Jinan, China                      | Werk Jinan            | 2004     | ZF Commercial Vehicle Steering (Shandong) Co. Ltd. | 200         | Hydrauliklenkungen                                                          |
| Marignier, Frankreich             | Werk Marignier        | 1990     | Robert Bosch Automotive Steering Marignier S.A.S.  | 300         | Lenkungspumpen, Lenksysteme                                                 |
| Nanjing, China                    | Werk Nanjing          | 2001     | ZF Steering Jincheng Co. Ltd.                      | 200         | Lenkungspumpen                                                              |
| Penang, Malaysia                  | Werk Penang           | 1984     | ZF Steering (Malaysia) Sdn. Bhd.                   | 400         | ZF-Servolectrik, Hydrauliklenkungen                                         |
| Pune, Indien                      |                       | 2007     | Robert Bosch Automotive Steering India Pvt. Ltd.   |             | Servocom Servolenkungen, Elektrolenkungen                                   |
| Schwäbisch Gmünd, Deutschland     | Werk 2 Schießtal      | 1937     | Robert Bosch Automotive Steering GmbH              | 4.500       | Hauptverwaltung, Entwicklung, Teststrecke, Hydrauliklenkung, Elektrolenkung |
| Schwäbisch Gmünd, Deutschland     | Werk 4 Lorcher Straße | 1978     | Robert Bosch Automotive Steering GmbH              | 500         | Zahnstangen, Elektrolenkungen                                               |
| Schwäbisch Gmünd, Deutschland     | Werk 7 Gügling        | 1993     | Robert Bosch Automotive Steering GmbH              | 700         | Lenkventile, Zahnstangen, Hydrauliklenkungen, Elektrolenkungen              |
| Shanghai, China                   | Werk Shanghai         | 1994     | ZF Shanghai Steering Systems Co., Ltd.             | 1.200       | Hydrauliklenkungen, Elektrolenkungen, Lenksäulen                            |
| Sorocaba, Brasilien               | Werk Sorocaba         | 1959     | ZF Sistemas de Direção Ltda.                       | 700         | Hydrauliklenkungen, Lenkungspumpen                                          |
| Vendôme, Frankreich               | Werk Vendôme          | 1972     | Robert Bosch Automotive Steering Vendôme S.A.S     | 600         | Lenksäulen                                                                  |
| Yantai, China                     | Werk Yantai           | 2011     | ZF Shanghai Steering Systems Co., Ltd.             |             | Hydrauliklenkungen                                                          |

Das 1972 gegründete Werk für Lenksäulen in Gwent, Vereinigtes Königreich, wurde 2011 geschlossen. Das Werk der ZF Steering Systems Nacam Ltd. beschäftigte 2010 noch zirka 50 Mitarbeiter. Die Fertigung am Standort Bietigheim sollte Ende 2021 eingestellt werden, der Bereich Entwicklung dort jedoch bestehen bleiben.

## Weblink und Quelle
- Website der Robert Bosch Automotive Steering GmbH
- Über Robert Bosch Automotive Steering Bosch Automotive Steering. In: www.bosch-automotive-steering.com. Abgerufen am 15. Juli 2016.